# Emil Kostadinov
Emil Kostadinov (tiếng Bulgaria: Емил Костадинов) (sinh 12 tháng 8 năm 1967 tại Sofia) là một tiền đạo bóng đá người Bulgaria, thành viên của đội tuyển Bulgaria tham dự hai kì World Cup. Ông trở nên nổi tiếng khi ghi cả hai bàn thắng ở trận đấu cuối cùng bảng 6 vòng loại World Cup 1994 trên sân khách gặp Pháp. Bàn thắng thứ hai của ông, ghi vào những giây cuối cùng của trận đấu, đã loại Pháp và đưa Bulgaria lọt vào vòng chung kết World Cup 1994.

## Sự nghiệp câu lạc bộ
Kostadinov khởi đầu sự nghiệp tại CSKA Sofia. Tại đây ông cùng với Hristo Stoichkov và Luboslav Penev tạo thành một bộ ba hiệu quả vào cuối thập niên 1980, giúp đội bóng 3 lần đoạt ngôi vô địch Bulgaria, 3 lần đoạt Cúp bóng đá Bulgaria và lọt vào tới trận bán kết Cúp C2 châu Âu.
Ông chơi cho FC Porto từ 1990 đến 1994, có được một chức vô địch Bồ Đào Nha và trở nên quen thuộc với các cổ động viên Bồ Đào Nha. Ngoài ra ông còn chơi cho Deportivo de La Coruña, Bayern Munich (giành một Cúp UEFA với đội bóng năm 1996), Fenerbahçe, FSV Mainz, và UANL Tigres.

## Sự nghiệp quốc tế
Kostadinov là thành viên của đội tuyển quốc gia từ 1988 đến 1998. Ông thi đấu 70 trận và ghi được 26 bàn thắng.
Tại World Cup 1994, ông cùng đá cặp với Hristo Stoichkov, góp phần đưa đội bóng vào đến bán kết. Ông thi đấu cả bảy trận nhưng không ghi được bàn nào.
Ông còn tham dự các vòng chung kết Euro 1996 và World Cup 1998, tuy nhiên tại cả hai giải này Bulgaria không qua được vòng đấu bảng.

### Bàn thắng quốc tế
| #  | Ngày                 | Địa điểm                                                            | Đối thủ     | Bàn thắng | Kết quả | Giải đấu                 |
| -- | -------------------- | ------------------------------------------------------------------- | ----------- | --------- | ------- | ------------------------ |
| 1  | 24 tháng 12 năm 1988 | Sân vận động Sharjah, Sharjah, Các Tiểu vương quốc Ả Rập Thống nhất | UAE         | 1–0       | 1–0     | Giao hữu                 |
| 2  | 21 tháng 2 năm 1989  | Sân vận động Quốc gia Vasil Levski, Sofia, Bulgaria                 | Liên Xô     | 1–0       | 1–2     | Giao hữu                 |
| 3  | 5 tháng 5 năm 1990   | Sân vận động Brinco de Ouro da Princesa, Campinas, Brasil           | Brasil      |           |         | Giao hữu                 |
| 4  | 27 tháng 3 năm 1991  | Hampden Park, Glasgow, Scotland                                     | Scotland    | 1–1       | 1–1     | Vòng loại Euro 1992      |
| 5  | 1 tháng 5 năm 1991   | Sân vận động Quốc gia Vasil Levski, Sofia, Bulgaria                 | Thụy Sĩ     | 1–0       | 2–3     | Vòng loại Euro 1992      |
| 6  | 25 tháng 9 năm 1991  | Sân vận động Quốc gia Vasil Levski, Sofia, Bulgaria                 | Ý           | 1–0       | 2–1     | Giao hữu                 |
| 7  | 28 tháng 4 năm 1992  | Sân vận động Wankdorf, Bern, Thụy Sĩ                                | Thụy Sĩ     | 2–0       | 2–0     | Giao hữu                 |
| 8  | 14 tháng 5 năm 1992  | Sân vận động Olympic, Helsinki, Phần Lan                            | Phần Lan    | 2–0       | 3–0     | Vòng loại World Cup 1994 |
| 9  | 14 tháng 5 năm 1992  | Sân vận động Olympic, Helsinki, Phần Lan                            | Phần Lan    | 3–0       | 3–0     | Vòng loại World Cup 1994 |
| 10 | 17 tháng 11 năm 1993 | Sân vận động Công viên các Hoàng tử, Paris, Pháp                    | Pháp        | 1–1       | 2–1     | Vòng loại World Cup 1994 |
| 11 | 17 tháng 11 năm 1993 | Sân vận động Công viên các Hoàng tử, Paris, Pháp                    | Pháp        | 2–1       | 2–1     | Vòng loại World Cup 1994 |
| 12 | 12 tháng 10 năm 1994 | Sân vận động Quốc gia Vasil Levski, Sofia, Bulgaria                 | Georgia     | 1–0       | 2–0     | Vòng loại Euro 1996      |
| 13 | 12 tháng 10 năm 1994 | Sân vận động Quốc gia Vasil Levski, Sofia, Bulgaria                 | Georgia     | 2–0       | 2–0     | Vòng loại Euro 1996      |
| 14 | 16 tháng 11 năm 1994 | Sân vận động Quốc gia Vasil Levski, Sofia, Bulgaria                 | Moldova     | 4–1       | 4–1     | Vòng loại Euro 1996      |
| 15 | 14 tháng 12 năm 1994 | Cardiff Arms Park, Cardiff, Wales                                   | Wales       | 2–0       | 3–0     | Vòng loại Euro 1996      |
| 16 | 7 tháng 6 năm 1995   | Sân vận động Quốc gia Vasil Levski, Sofia, Bulgaria                 | Đức         | 3–2       | 3–2     | Vòng loại Euro 1996      |
| 17 | 7 tháng 10 năm 1995  | Sân vận động Quốc gia Vasil Levski, Sofia, Bulgaria                 | Albania     | 2–0       | 3–0     | Vòng loại Euro 1996      |
| 18 | 7 tháng 10 năm 1995  | Sân vận động Quốc gia Vasil Levski, Sofia, Bulgaria                 | Albania     | 3–0       | 3–0     | Vòng loại Euro 1996      |
| 19 | 28 tháng 5 năm 1996  | Sân vận động Quốc gia Vasil Levski, Sofia, Bulgaria                 | Macedonia   | 1–0       | 3–0     | Giao hữu                 |
| 20 | 8 tháng 10 năm 1996  | Sân vận động Josy Barthel, Thành phố Luxembourg, Luxembourg         | Luxembourg  | 2–1       | 2–1     | Vòng loại World Cup 1998 |
| 21 | 8 tháng 11 năm 1996  | Sân vận động Quốc gia Supachalasai, Băng Cốc, Thái Lan              | Thái Lan    | 3–0       | 4–0     | Giao hữu                 |
| 22 | 14 tháng 12 năm 1996 | Sân vận động Tsirio, Limassol, Cộng hòa Síp                         | Síp         | 1–0       | 3–1     | Vòng loại World Cup 1998 |
| 23 | 2 tháng 4 năm 1997   | Sân vận động Quốc gia Vasil Levski, Sofia, Bulgaria                 | Síp         | 2–0       | 4–1     | Vòng loại World Cup 1998 |
| 24 | 2 tháng 4 năm 1997   | Sân vận động Quốc gia Vasil Levski, Sofia, Bulgaria                 | Síp         | 3–0       | 4–1     | Vòng loại World Cup 1998 |
| 25 | 8 tháng 6 năm 1997   | Sân vận động Neftochimik, Bourgas, Bulgaria                         | Luxembourg  | 2–0       | 4–0     | Vòng loại World Cup 1998 |
| 26 | 11 tháng 10 năm 1997 | Sân vận động Luzhniki, Moskva, Nga                                  | Nga         | 2–4       | 2–4     | Vòng loại World Cup 1998 |
| 27 | 24 tháng 6 năm 1998  | Sân vận động Félix Bollaert, Lens, Pháp                             | Tây Ban Nha | 1–3       | 1–6     | World Cup 1998           |